# ISO 9660
ISO 9660 — стандарт, выпущенный Международной организацией по стандартизации, описывающий файловую систему для дисков CD-ROM. Также известен как CDFS (Compact Disc File System) и ECMA-119. Целью стандарта является обеспечить совместимость носителей под разными операционными системами, такими, как Unix, Mac OS, Windows.
Расширение стандарта, называемое Joliet, добавляет поддержку длинных имён файлов и не-ASCII символов в именах. Используется на всех носителях, выпущенных после 1995 года.
DVD также может использовать ISO 9660, но файловая система UDF является более подходящей для них, так как имеет поддержку больших носителей и лучше подходит для современных операционных систем.
Диски Blu-ray (BD) используют только файловую систему UDF.

## История
Стандарт выпущен в 1988 году группой компаний под названием High Sierra. Позже был принят в качестве стандарта ECMA-119.

## Спецификация
Существует несколько уровней спецификации:
- Уровень 1: Имена файлов ограничены восемью символами и тремя символами расширения. В именах используются только буквы латинского алфавита. Фрагментация файлов не допускается, файл может располагаться только в непрерывной цепочке секторов. Имена каталогов должны содержать не более 8 символов. Максимальная глубина вложенных каталогов — до 8.
- Уровень 2: Имена файлов ограничены 32 символами. Набор символов в именах не ограничен.
- Уровень 3: Файлы могут быть фрагментированы (это необходимо для пакетной или инкрементной записи CD).

## Ограничения

### Ограничения на имена файлов и каталогов
- Можно использовать только латинские буквы в верхнем регистре, цифры и символ подчеркивания.
- Имена файлов не должны включать пробелов.
- Имена файлов не должны начинаться или заканчиваться точкой.
- Имена файлов не должны иметь более одной точки.
- Имена каталогов не должны содержать точки.

Для снятия части ограничений на имена файлов в 1995 году Microsoft предложила расширение Joliet, которое стало широко использоваться.

### Ограничение на глубину вложенности каталогов
Максимальная глубина вложенности каталогов — 8.

## ISO 9660:1999
ISO 9660:1999 — это последнее обновление стандарта ISO 9660. Оно снимает некоторые ограничения, введённые в старой версии стандарта, например, расширяет максимальную длину пути до 207 символов, снимает ограничение в максимум 8 уровней вложенности каталогов и отменяет особое значение символа «.» (точка) в именах файлов.

## Поддержка операционными системами
Файловая система широко поддерживается операционными системами. Ряд операционных систем определяет собственные расширения для сохранения дополнительных метаданных, однако при этом обычно сохраняется обратная совместимость и данные остаются доступными для чтения в остальных операционных системах.

## Расширения
- Joliet
- Rock Ridge
  - Amiga Rock Ridge
- El Torito
- Apple ISO9660 Extensions